# Monlaur-Bernet
Monlaur-Bernet település Franciaországban, Gers megyében. Lakosainak száma 162 fő (2022. január 1.). Monlaur-Bernet Larroque, Peyret-Saint-André, Aujan-Mournède, Chélan és Ponsan-Soubiran községekkel határos.

## Népesség
A település népességének változása:
| Lakosok száma | 263  | 205  | 189  | 158  | 171  | 160  | 161  | 167  | 164  | 162  |
|               | 1968 | 1982 | 1990 | 2006 | 2013 | 2015 | 2017 | 2019 | 2020 | 2022 |